# Европско првенство у атлетици на отвореном 1962 — скок увис за жене
Такмичење у скоку увис у женској конкуренцији на 7. Европском првенству у атлетици 1962. одржано је 13. и 14. септембра у Београду на стадиону ЈНА.
Титулу освојену у Стокхолму 1958, одбранила је Јоланда Балаш из Румуније.

## Земље учеснице
Учествовало је 14 такмичарки из 10 земаља. 
1. Југославија (1)
2. Мађарска (1)
3. Немачка (3)
4. Пољска (1)
5. Румунија (1)
6. СССР (1)
7. Турска (1)
8. Уједињено Краљевство (3)
9. Финска (1)
10. Холандија (1)

## Рекорди
| Рекорди пре почетка Европског првенства 1962.     | Рекорди пре почетка Европског првенства 1962. | Рекорди пре почетка Европског првенства 1962. | Рекорди пре почетка Европског првенства 1962. | Рекорди пре почетка Европског првенства 1962. | Рекорди пре почетка Европског првенства 1962. |
| ------------------------------------------------- | --------------------------------------------- | --------------------------------------------- | --------------------------------------------- | --------------------------------------------- | --------------------------------------------- |
| Светски рекорд                                    | Јоланда Балаш                                 | Румунија                                      | 1,91                                          | Букурешт, Румунија                            | 16. јул 1961                                  |
| Европски рекорд                                   | Јоланда Балаш                                 | Румунија                                      | 1,91                                          | Букурешт, Румунија                            | 16. јул 1961                                  |
| Рекорди европских првенстава                      | Јоланда Балаш                                 | Румунија                                      | 1,77                                          | Стокхолм, Шведска                             | 21. август 1958.                              |
| Рекорди после завршетка Европског првенства 1962. |                                               |                                               |                                               |                                               |                                               |
| Рекорди европских првенстава                      | Јоланда Балаш                                 | Румунија                                      | 1,83                                          | Београд, Југославија                          | 14. септембар 1962.                           |

## Освајачи медаља
|                        |                       |                                    |
| Јоланда Балаш Румунија | Олга Гере Југославија | Линда Кловлес Уједињено Краљевство |

## Резултати

### Квалификације
Квалификациона норма за улазак у финале била 1,67 м (КВ), коју су прескочиле 4 такмичарке, док се осталих 8 квалификовало на основу постигнутог резултата (кв)
| Пласман | Атлетичарка         | Земља                | Резултат | Белешке |
| ------- | ------------------- | -------------------- | -------- | ------- |
| 1.      | Јоланда Балаш       | Румунија             | 1,67     | КВ      |
| 2.      | Олга Гере           | Југославија          | 1,67     | КВ      |
| 3.      | Тајсија Ченчик      | СССР                 | 1,67     | КВ      |
| 4.      | Линда Кловлес       | Уједињено Краљевство | 1,67     | КВ      |
| 5.      | Дороти Ширли        | Уједињено Краљевство | 1,64     | кв      |
| 6.      | Лена Карна          | Финска               | 1,64     | кв      |
| 7.      | Јарослава Бледа     | Пољска               | 1,64     | кв      |
| 8.      | Хајди Хумел         | Немачка              | 1,64     | кв      |
| 9.      | Frances Slaap       | Уједињено Краљевство | 1,64     | кв      |
| 10.     | Дорис Валтер        | Немачка              | 1,61     | кв      |
| 11.     | Nel Zwier           | Холандија            | 1,61     | кв      |
| 12.     | Ева Михаљфи         | Мађарска             | 1,61     | кв      |
| 13.     | Ерика Штресенројтер | Немачка              | 1,61     |         |
| 14.     | Џанел Конвур        | Турска               | 1,50     |         |

### Финале
| Пласман | Атлетичарка     | Држава               | Резултат | Белешке |
| ------- | --------------- | -------------------- | -------- | ------- |
|         | Јоланда Балаш   | Румунија             | 1,83     | РЕП     |
|         | Олга Гере       | Југославија          | 1,76     | НР      |
|         | Линда Кловлес   | Уједињено Краљевство | 1,73     |         |
| 4.      | Дороти Ширли    | Уједињено Краљевство | 1,67     |         |
| 5.      | Дорис Валтер    | Немачка              | 1,67     |         |
| 6.      | Тајсија Ченчик  | СССР                 | 1,64     |         |
| 7.      | Јарослава Бједа | Пољска               | 1,64     |         |
| 8.      | Хајди Хумел     | Немачка              | 1,64     |         |
| 9.      | Frances Slaap   | Уједињено Краљевство | 1,64     |         |
| =10.    | Лена Карна      | Финска               | 1,61     |         |
| =10.    | Nel Zwier       | Холандија            | 1,61     |         |
| 12.     | Ева Михаљфи     | Мађарска             | 1,61     |         |

## Укупни биланс медаља у скоку увис за жене после 7. Европског првенства 1938—1962.[3]
|    | Земља                |   |   |   |    |
| -- | -------------------- | - | - | - | -- |
| 1. | Уједињено Краљевство | 2 | 1 | 2 | 5  |
| 2. | Румунија             | 2 | 1 | 0 | 3  |
| 3. | Француска            | 1 | 0 | 0 | 1  |
| 3. | Мађарска             | 1 | 0 | 0 | 1  |
| 5. | Совјетски Савез      | 0 | 2 | 1 | 3  |
| 6. | Холандија            | 0 | 1 | 0 | 1  |
| 6. | Југославија          | 0 | 1 | 0 | 1  |
| 8. | Данска               | 0 | 0 | 1 | 1  |
| 8. | Чехословачка         | 0 | 0 | 1 | 1  |
| 8. | Немачка              | 0 | 0 | 1 | 1  |
|    | Укупно {10}          | 6 | 6 | 6 | 18 |

|    | Атлетичар     | Земља    |   |   |   |   |
| -- | ------------- | -------- | - | - | - | - |
| 1. | Јоланда Балаш | Румунија | 2 | 1 | 0 | 3 |